# Ainhoa Alguacil
Ainhoa Alguacil Amores (* 8. Januar 2006 in Burjassot) ist eine spanische Fußballspielerin.

## Karriere

### Vereine
Alguacil gehörte das erste Mal im Seniorinnenbereich dem FC Valencia an. Für die in der Primera División spielende Mannschaft bestritt sie ihre ersten beiden Punktspiele an den letzten beiden Spieltagen der Saison 2020/21. Am 20. Juni 2021 wurde sie beim 1:1-Unentschieden im Auswärtsspiel gegen UD Levante in der 80. Minute für Sandra Hernández eingewechselt. Am 27. Juni verlor sie mit ihrer Mannschaft das Heimspiel gegen Real Sociedad mit 1:3. In der Folgesasion wurde sie fünfmal eingesetzt, danach in 20 Punktspielen. In der Saison 2023/24 bestritt sie mit 29 Punktspielen und drei erzielten Toren jeweils zwei persönliche Bestmarken. Ihr erstes Tor im Seniorinnenbereich erzielte sie am 30. September 2023 (3. Spieltag) im Auswärtsspiel gegen den FC Villareal mit dem 2:1-Siegtreffer in der 75. Minute. In ihrer letzten Saison erzielte sie ein Tor in 27 Punktspielen. Im Wettbewerb um den Copa de la Reina wurde sie in insgesamt fünf Spielen eingesetzt.
Am 7. Juli 2025 wurde sie vom Bundesligisten Eintracht Frankfurt bis zum 30. Juni 2028 unter Vertrag genommen.

### Nationalmannschaft
Alguacil kam als Nationalspielerin für den RFES das erste Mal für die U17-Nationalmannschaft zu Länderspielen. Ihr erstes von 21 bestritt sie am 23. August 2022 bei der 0:2-Niederlage im Freundschaftsspiel gegen die US-amerikanische U17-Nationalmannschaft in Las Rozas de Madrid. Das zweite Aufeinandertreffen drei Tage später am selben Spielort endete 1:1 unentschieden.
Sie bestritt ferner jeweils drei EM-Qualifikationsspiele der ersten und zweiten Qualifikationsrunde. In den letzten beiden Spielen der EM-Qualifikationsgruppe F der zweiten Qualifikationsrunde erzielte sie fünf Tore (5:0 vs. Serbien am 15. März 2023 (2 Tore), 3:1 vs. Dänemark am 18. März 2023 (3 Tore)). Qualifiziert für die in Estland anstehende und altersbezogenen Europameisterschaft 2023 wurde sie in allen fünf Spielen, einschließlich des mit 2:3 verlorenen Finales gegen die U17-Nationalmannschaft Frankreichs am 26. Mai in Tallinn eingesetzt. Zwischen den beiden Qualifikationsrunden bestritt sie zwei weitere Freundschaftsspiele, in denen ihr jeweils ein Tor gelang (4:0 vs. Deutschland am 12. Januar 2023, 12:0 vs. Estland am 8. Februar 2023).
Des Weiteren nahm sie mit ihrer Mannschaft an der altersbezogenen Weltmeisteschaft 2022 in Indien teil und bestritt alle sechs möglichen Turnierspiele, die am 30. Oktober in Navi Mumbai mit dem 1:0-Sieg über die U17-Nationalmannschaft Kolumbiens mit dem Titelgewinn ihr Ende fanden.
Für die U19-Nationalmannschaft bestritt sie zwölf Länderspiele, davon zwei in Freundschaft, fünf in der EM-Qualifikation (2 Tore) und fünf bei der altersbezogenen Europameisterschaft 2023 in Belgien. Das Turnier wurde mit dem Titelgewinn abgeschlossen, nachdem die U19-Nationalmannschaft Deutschlands am 30. Juli in Löwen mit 3:2 bezwungen wurde – wenn auch erst im Elfmeterschießen. Mit dem 3:1 gegen deren U20-Nationalmannschaft am 22. Februar 2024 in Alicante und dem 2:2 gegen die U20-Nationalmannschaft Mexikos in Benidorm endeten ihre beiden Länderspiele für die U20-Nationalmannschaft.
Für die U23-Nationalmannschaft kam sie im Zeitraum 28. November 2024 – 25. Februar 2025 in sechs Freundschaftsspielen zum Einsatz, in denen ihr das Tor zur 1:0-Führung in der 22. Minute gelang (3:0 vs. Portugal am 1. Juni 2025 in Los Ángeles de San Rafael).

## Erfolge
Nationalmannschaft
- U19-Europameister 2023
- U17-Weltmeister 2022
- Finalist U17-Europameisterschaft 2023